# Operatiekamer

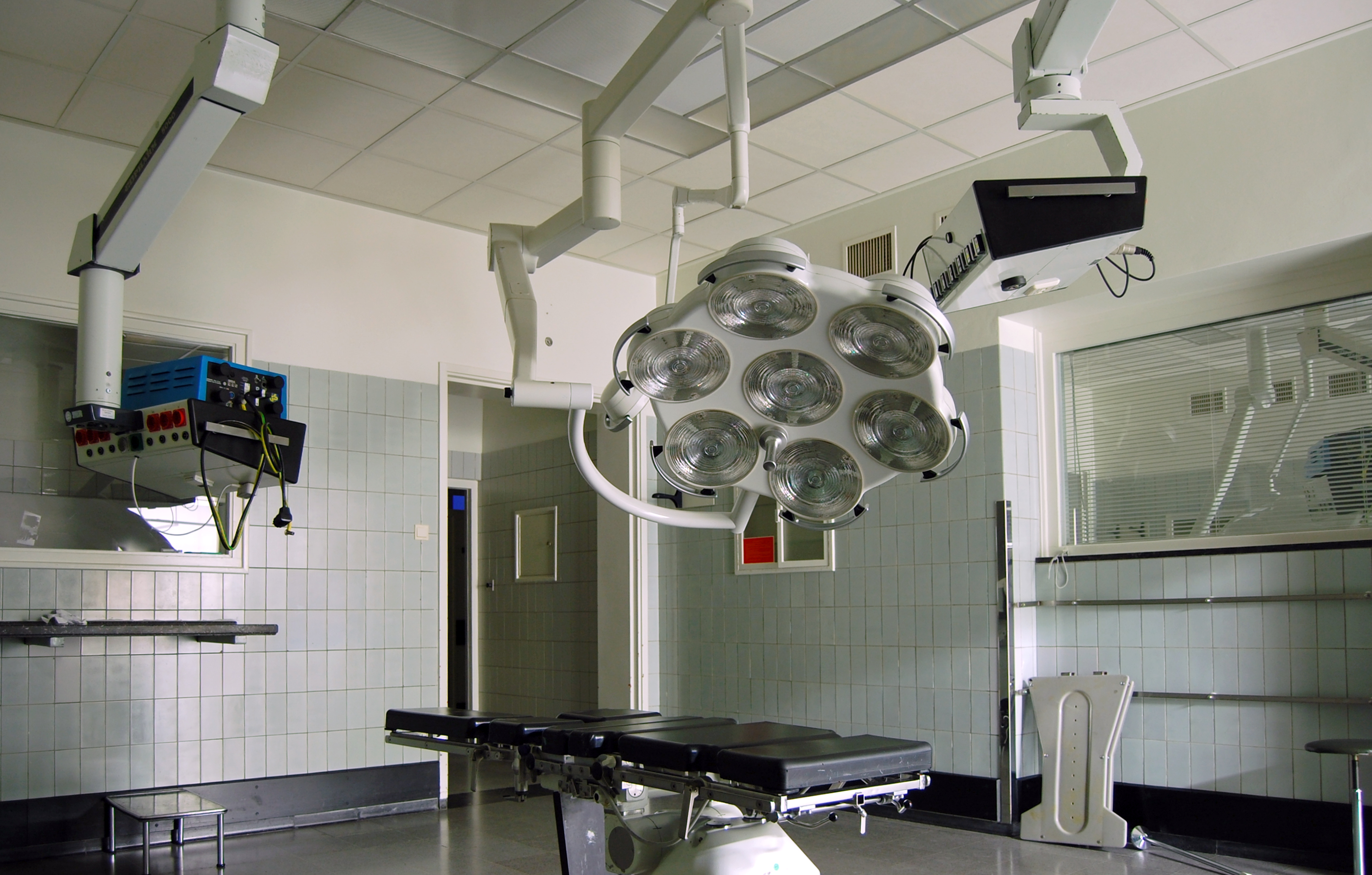
operatiekamer in het voormalig Maasland ziekenhuis

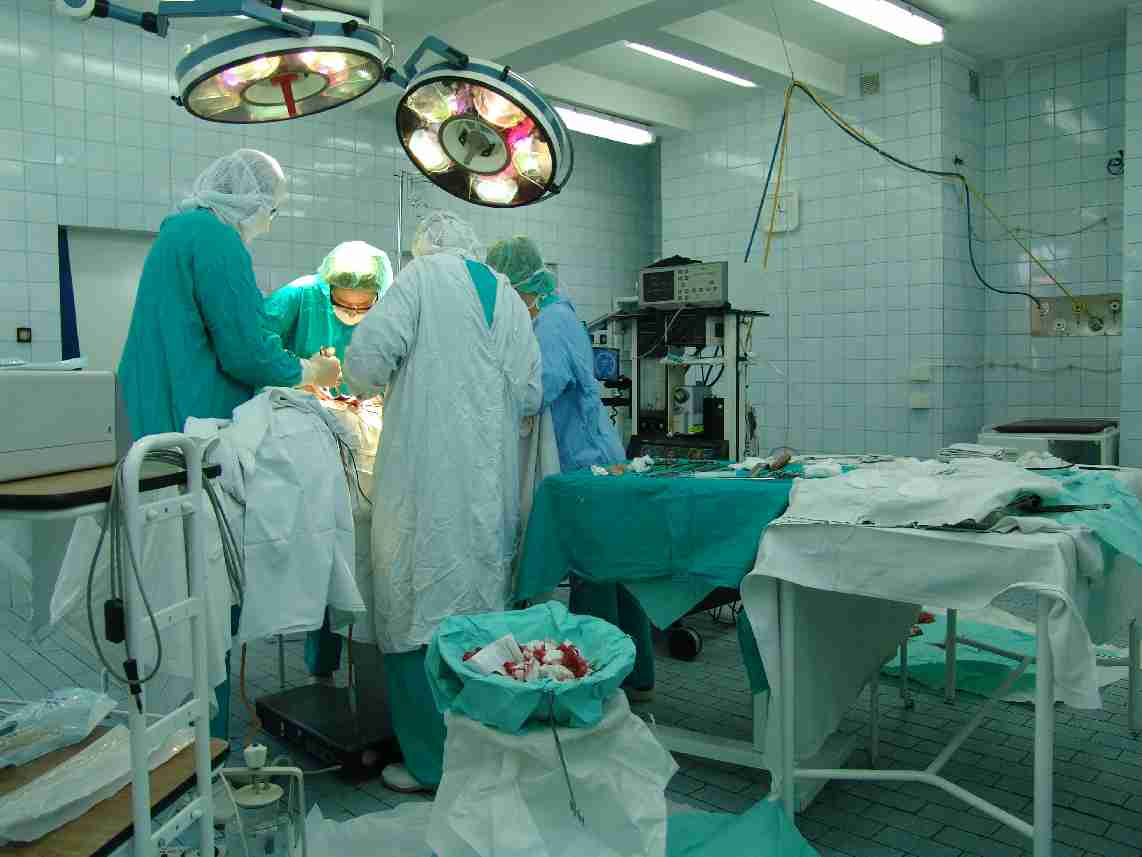

Een operatiekamer is een ruimte in een ziekenhuis waar patiënten geopereerd worden. 
De operatiekamer is een afgeschermde ruimte om de steriliteit zo veel mogelijk te waarborgen. Het belangrijkste middel daarbij is luchtbehandeling en (geringe) overdruk. Op de operatiekamer wordt gefilterde lucht boven de operatietafel naar beneden geblazen via een plafonddeel van enige omvang (enkele meters in het vierkant). De luchtstroom van boven naar beneden wordt aan de zijkanten van de operatiekamer afgevoerd via roosters. Veelal zal die luchtstroom zo groot zijn dat de inhoud van de operatiekamer twintig keer per uur wordt gewisseld en daardoor zo schoon mogelijk is. De luchtdruk in de operatiekamer is wat hoger dan de omringende ruimten, zodat lucht niet naar binnen stroomt als een van de deuren wordt geopend.
De operatiekamers vormen het middelpunt van een operatiekamercomplex of OK-centrum in een ziekenhuis waar behalve operatiekamers ook een ruimte is om de patiënten bij aankomst op te vangen (de holding) en een verkoeverruimte ('recovery') waar de patiënten na de operatie herstellen van de operatie en anesthesie.

## Personeel
Het operatieteam bestaat uit verschillende disciplines: chirurgen, operatieassistenten, anesthesiologen, anesthesiemedewerkers en bij hartoperaties ook klinisch perfusionisten. Uiteraard worden ook andere disciplines op de operatiekamer geroepen als dat nodig is, zoals radiodiagnostisch laboranten, radiologen, neonatologen en vele specialisten die de patiënt voor de operatie hadden toegewezen.
Het aanwezige personeel op de operatiekamer draagt persoonlijke beschermingsmiddelen, waaronder kleding, mutsen en chirurgische mondmaskers om besmetting van de omgeving te verminderen. Zij zijn immers de belangrijkste bron van huiddeeltjes waaraan bacteriën hangen. Het chirurgisch team draagt steriele kleding: jassen en steriele handschoenen, waardoor de kans op besmetting verder wordt verminderd.

## Uitrusting
De uitrusting van de operatiekamer bestaat uit een operatietafel, anesthesie-apparatuur (monitoring en beademingsmachine) en apparatuur die door de chirurg wordt gebruikt. Bij hartoperaties wordt door de klinisch perfusionist een hart-long-machine gebruikt. Het is geen uitzondering als er tijdens een operatie wel tien apparaten tegelijkertijd worden gebruikt. Omdat die apparaten op de patiënt worden gebruikt worden hoge eisen gesteld aan elektrische veiligheid, zodat bijvoorbeeld geen lekstromen door de patiënt lopen.

## Nederland
In de meeste Nederlandse ziekenhuizen omvat zo'n complex 5-8 operatiekamers met ongeveer evenveel verkoeverkamerbedden. In de grote centra kan het aantal operatiekamers oplopen tot zo'n 20-25 operatiekamers.